# ジェリー・ジェモット
ジェラルド・ジェリー・ジェモット (Gerald Joseph Stenhouse "Jerry" Jemmott、1946年3月22日 - ） はアメリカのベーシスト。セッション・ベーシストとして、ソウル、R&B、ジャズ、クロスオーバーなど、幅広いジャンルを横断した音楽活動をおこなった。 愛称は "ザ・グルーヴ・マスター"。アトランティック・レーベルのレコーディングにも数多く参加し、チャック・レイニーらと並ぶ1970年代の著名なスタジオ・ミュージシャンとして活動した。

## 来歴
ジェモットはニューヨーク市ブロンクス に生まれ、10歳でジャズのポール・チェンバースに影響を受け、アップライトベースを始めた。12歳でセッション・ベーシストとして活動を始め、サックス奏者キング・カーティスに発見されてエレキ・ベースに移行、特に60年代後半から70年代前半にかけて、R&B、ソウル、クロスオーバーなどの分野で活躍した。レイ・チャールズ、アレサ・フランクリン、ウィルソン・ピケット、ロバータ・フラック、ラスカルズ、マージー・ジョセフ、BBキング、フレディー・キング、チャック・ベリー、デュアン・オールマン、オーティス・ラッシュ、マイク・ブルームフィールド、ハービー・ハンコック、フレディー・ハバード、レス・マッキャン、エディー・ハリス、 ジョージ・ベンソン、アーチー・シェップ、ライオネル・ハンプトン、ハービー・マンなどのレコーディングで活躍する。 "Mr. Bojangles"とB.B.キングの『スリル・イズ・ゴーン』のオリジナル・ベースラインは彼によるものである。
1975年、映画と芝居のアレンジャー兼コンダクターであるジョン・ウィリアムズと仕事。1985年、ジャコ・パストリアスの教材ヴィデオModern Electric Bassをリリース。彼はジャコ・パストリアスから大きな影響を受けたという。
2001年、 ベースマガジン / ニューヨークベースコレクレィブ'Life Time achievement賞、Richard Davis Foundation For Young Bass playersでChairman of the Electric Bass Departmentを受賞。P-Vine レコードからソロアルバムをリリース。"Jerry Jemmott & Souler Energy"として"Cool Groove"をリリース、インプロヴィゼーションのクリニックとワークショップで教えている。
2009年には、グレッグ・オールマンアンド・フレンズ ("Gregg Allman & Friends") に加入した。

## 略歴
1. ↑  ジェリー・ジェモット　2025年5月2日閲覧
2. ↑  「我が心のジョージア」などがヒット
3. ↑  代表曲は「小さな願い」など。レディ・ソウルと呼ばれた
4. ↑  「ダンス天国」などが代表曲
5. ↑  Bill Milkowski: The Extraordinary and Tragic Life of Jaco Pastorius. Miller Freeman Books, San Francisco 1995/Backbeat Books 2006, ISBN 0-87930-859-1, p 32.